# 警備会社
民間警備会社（みんかんけいびがいしゃ 英語：private security company, PSC）は、顧客（クライアント）にセキュリティサービスとセキュリティ関連の専門知識を提供する、民間の会社である。

## 概要
民間警備会社は、米国労働統計局の定義によれば、ボディガード、駐車場警備、警備員などのガードやパトロールサービスを主に提供する企業である。これらの会社が提供するサービスの例としては、不正行為や不正侵入の防止、交通誘導やアクセスコントロール、火災や盗難の防止・検知などが挙げられる。これらのサービスは、広義には人員や資産を保護するものと言える。その他、巡回警備、ボディガード、番犬サービスなどのセキュリティサービスも含まれるが、業界の中ではごく一部である。
民間警備会社の顧客は、特に限定は無く、私企業の場合も、公共部門の場合も、富裕層や中間富裕層やいわゆる中流階級などの私人の場合もある。
民間警備業界は急速に成長している。現在、米国には200万人の常勤警備員が働いているが、この数は2020年までに21％増加すると予想されていて、警備業界は年間1,000億ドル規模の産業になっている。さらに、当時は2010年までに2,000億ドルに成長すると予測されていた。米国は民間軍事・警備サービスの世界最大の消費国であり、米国の民間警備業界では2010年から需要が大幅に増加し始めた。それ以来、米国の警備産業はすでに3,500億ドル規模の市場に成長している。
呼称、従業員の呼び方
警備会社自体は「警備請負業者（security contractors）」と呼ばれることもあるが、これは別の部署による支援で運営されている民間軍事請負業者（private military contractors）と混同してしまうため、一般的ではない。
民間警備会社の従業員は、彼らが活動する州または国の法律に応じて、一般的に「セキュリティガード」または「セキュリティオフィサー」と呼ばれる（日本語訳だとほぼどちらも「警備員」となる）。

## 業務に関する関連項目
- 警備
  - 警備員
- ボディーガード
- コンピュータセキュリティ
- 物理的セキュリティ（英語版）

## 日本における警備会社
日本における警備会社は一般的にビルマネジメント業界の１分野に位置付けられている。
2023年度（令和5年度）の統計によると、常用警備員は53万4,983人で、臨時警備員は4万9,885人という状況であり、警備員総数に占める臨時警備員の割合は8.5％であった。
警備会社の大手を挙げるために日本の警備会社の売上高によるランキングを示すと、2023-2024年頃の実績で次のとおり。会社名、売上高を挙げ、簡単な説明を添える。
- 1位：セコム - 1兆1,547億円[6]。個人や法人向けにセキュリティサービスを提供[6]。
- 2位：ALSOK - 5,210億円[6]。セコムと同様にホームセキュリティや法人向けセキュリティサービスを行っていて、さらに現金輸送車の警備に強み[6]。
- 3位：テイケイ - 918億円[6]。施設警備や交通誘導、海上警備、身辺警護、交通誘導、道路規制のほか、イベント会場の警備など人を多く動員する業務も得意とする[6]。
- 4位：セントラル警備保障 - 681億円[6]。施設警備や鉄道警備を得意とし、三井物産・住友商事・JR東日本と提携関係にあり、たとえば東京駅や上野駅などの警備を行っている[6]。
- 5位：アサヒセキュリティ -507億円[6]。警備輸送業務を中心とし、貴重品運搬や現金輸送を行う。2015年にセコムの子会社になった[6]。
- 6位：全日警 - 388億円[6]。国の重要設備や公共施設の警備を得意とし、空港保安検査ランキングでは世界第2位の実績[6]。
- 7位：グリーン警備 - 234億円[6]。交通誘導警備と交通規制業務、イベント警備を得意とする[6]。

その他に中小の警備会社が多数ある。警備員数100人未満の警備業者が9,649業者もあり、警備会社の全体の90.4％を占めている。なお2023年（令和５年）12月末における全国の警備業者の営業所の総数は１万6,513営業所もある。

## 一覧
- 民間警備会社の一覧（英語版）
- 南アフリカの民間警備業界（英語版）

## ギャラリー

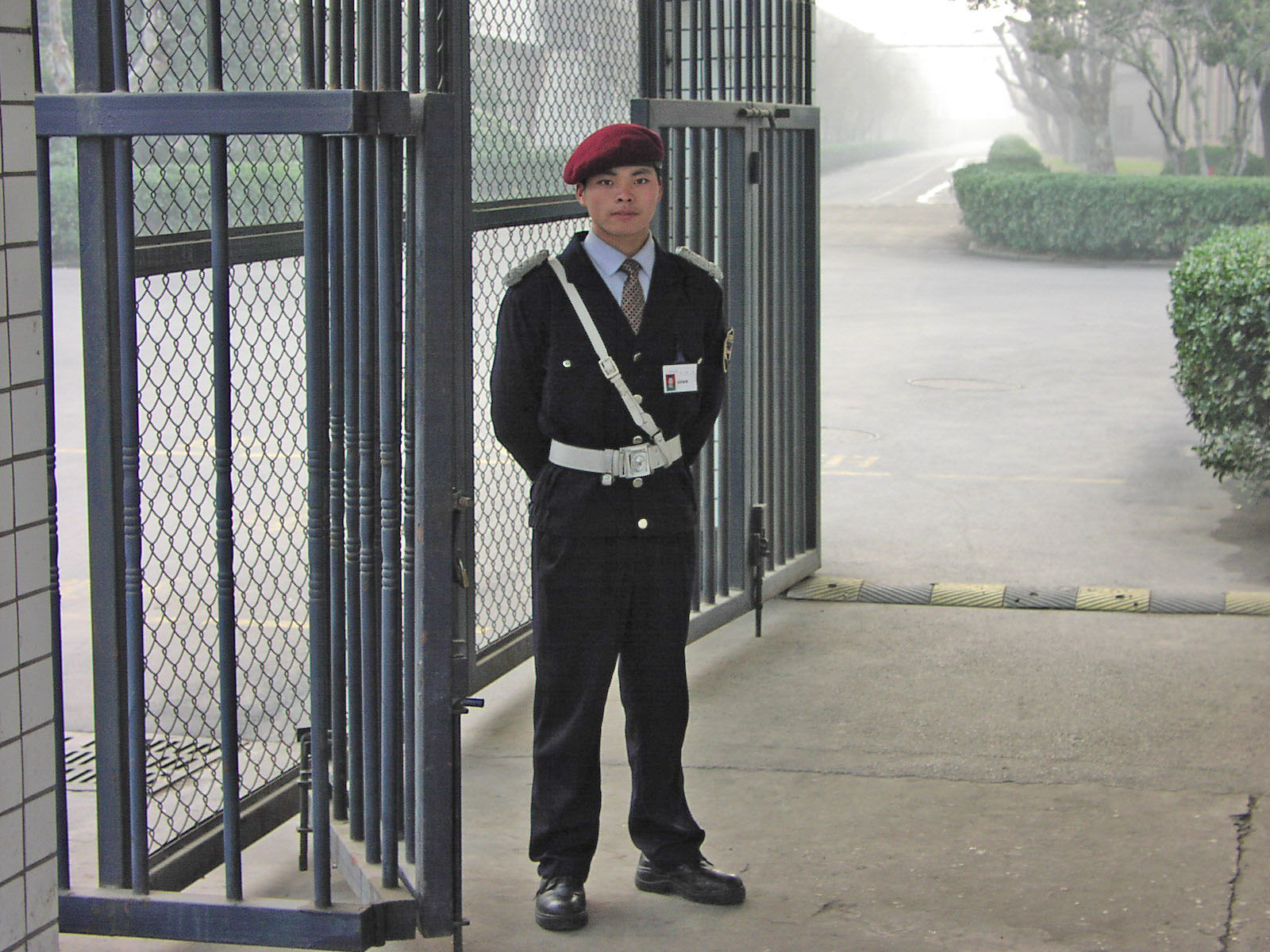
民間警備員
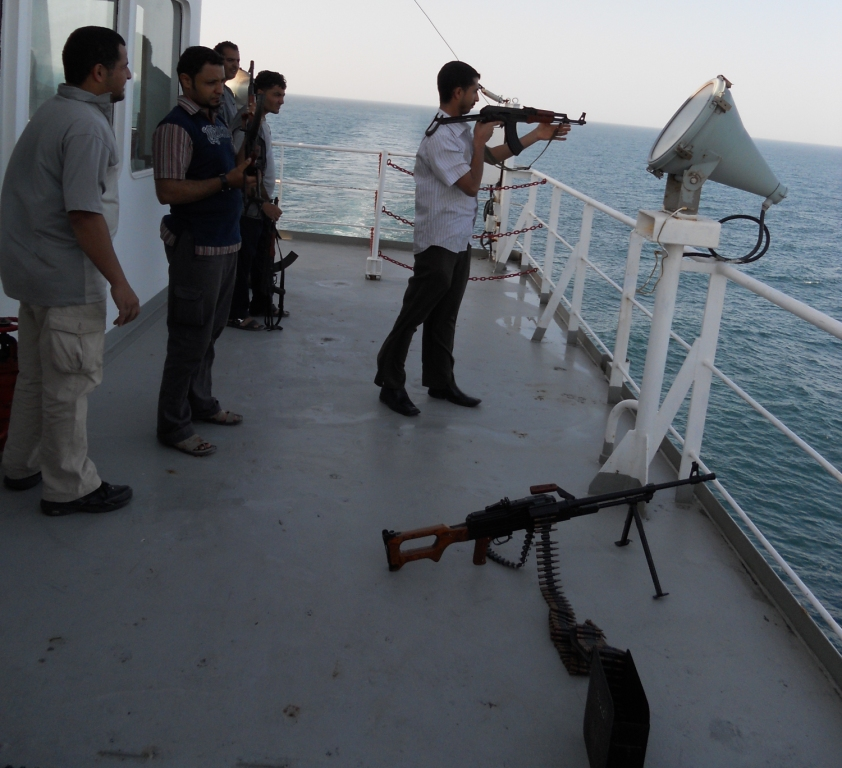
商船に乗船して、海賊に対する警備サービスを提供する民間警備員

## フィクション
- キャッシュトラック：2021年公開のアクション映画。現金輸送専門の武装警備会社が舞台となっている。